# Basílica de San Patricio (Ottawa)
La Basílica de San Patricio (en inglés: St. Patrick’s Basilica) Es una iglesia católica en Ottawa, Ontario, Canadá. Localizada en la calle de 281 Nepean (en la esquina de Nepean y de Kent) en la parte central de Ottawa, es la iglesia más vieja en la ciudad  que sirve a una comunidad angloparlante.
La parroquia fue fundada en 1855. Originalmente, tenía la intención de servir no sólo a los católicos de habla inglesa de Ottawa, sino también a los de la ciudad de Hull (ahora absorbida en Gatineau) a través del río Ottawa en Quebec también. Éstos eran sobre todo de ascendencia irlandesa; Así la parroquia fue dedicada a San Patricio, el santo patrón de Irlanda. 
La Iglesia fue elevada a la condición de Basílica en el Día de San Patricio, en 1995 bajo el pontificado de Juan Pablo II.

## Véase también

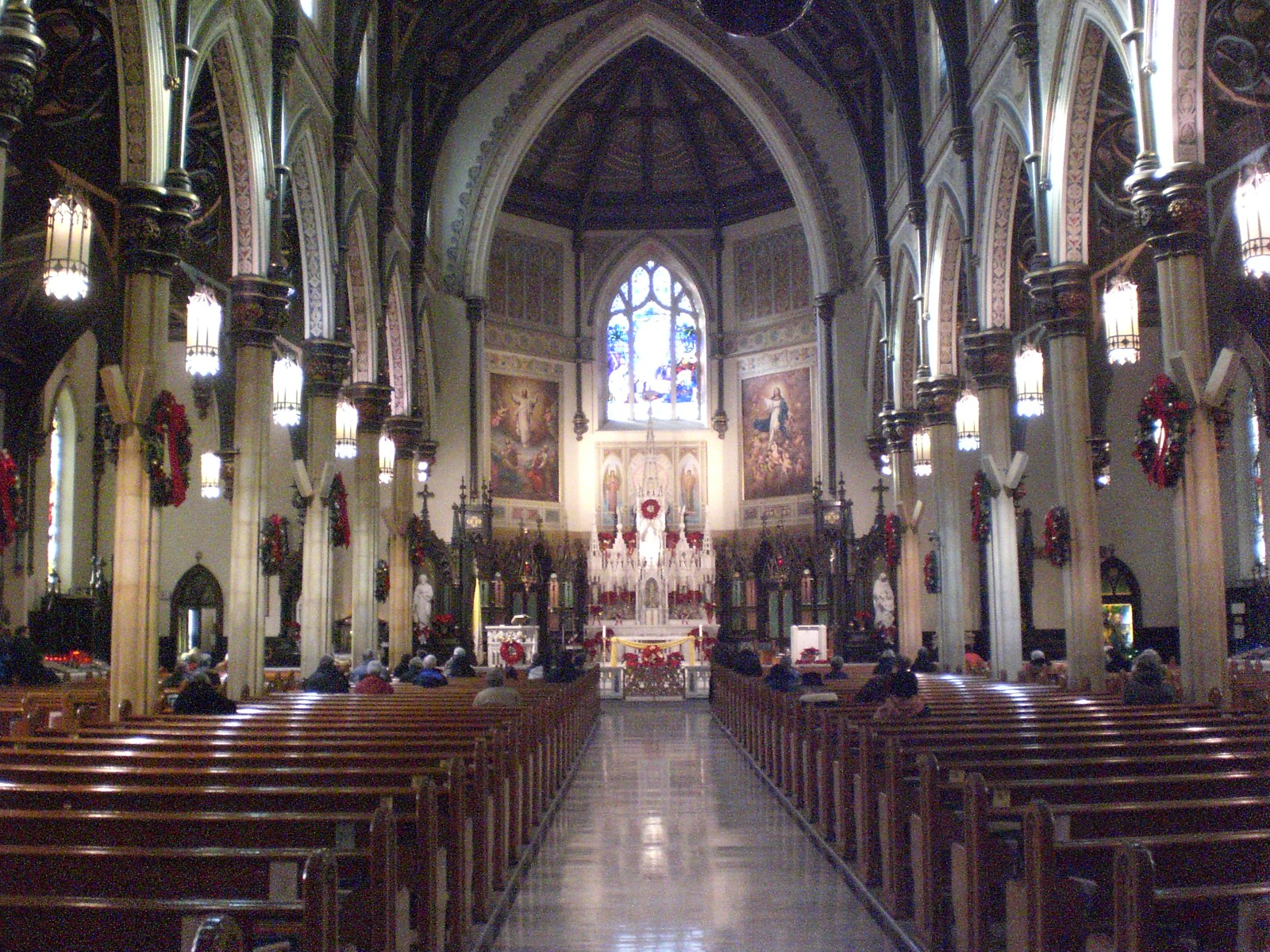
Vista interna